# Hanja Maij-Weggen
Johanna Rika Hermanna (Hanja) Maij-Weggen (Klazienaveen, 29 december 1943) is een Nederlandse voormalige politica voor de Anti-Revolutionaire Partij (ARP) en het Christen-Democratisch Appèl (CDA).

## Levensloop
Afkomstig uit een gezin waarvan de vader rijwielhandelaar was, volgde ze van 1962 tot 1965 een hbo-opleiding in de verpleegkunde. Vervolgens studeerde ze nog enige jaren pedagogiek en kunst- en cultuurgeschiedenis aan de Universiteit van Amsterdam maar maakte deze studies niet af. In 1967 werd ze docent gezondheidszorg te Amstelveen en Apeldoorn. In die periode werd ze lid van de Anti-Revolutionaire Partij.
In 1977 was ze VN-vrouwenvertegenwoordiger en ging ze naar de Algemene Vergadering van de Verenigde Naties om daar een speech te geven.
Op 17 juli 1979 werd ze lid van het Europees Parlement namens de ARP en later namens het CDA. Ze was ruim tien jaar lid van het Europees Parlement. Ze is vicevoorzitter geweest van de CDA-delegatie in het Europees Parlement van 1987 tot 1989. Op 6 november 1989 nam ze afscheid van het Europees Parlement. Ze keerde terug naar Nederland en op 7 november 1989 werd ze beëdigd als minister van Verkeer en Waterstaat bij het CDA-PvdA-kabinet-Lubbers III.
Als minister kreeg zij met twee vliegrampen te maken: in 1992 stortte een El Al-vliegtuig neer in de Bijlmermeer, de Bijlmerramp. In datzelfde jaar crashte een toestel van Martinair bij Faro in Portugal.
Haar grootste project was de Betuweroute, die in 1993 tot stand kwam. Een van de bijzonderheden aan het project was dat het met zowel overheids- als privaat geld gefinancierd zou worden. Ze werd lijsttrekker van het CDA voor het Europees Parlement in zowel 1994 als 1999. Ze was delegatieleider van het CDA in het Europees Parlement van 1994 tot 2003.
De grootste misser gedurende haar ministerschap was de carpoolstrook bij Knooppunt Muiderberg, die in 1993 door haarzelf is geopend. Het project heeft miljoenen gekost, maar uiteindelijk heeft het ministerie van Verkeer en Waterstaat, onder andere vanwege juridische argumenten, de functie van deze carpoolstrook moeten wijzigen in een wisselstrook.
Vanaf 1 oktober 2003 was Maij-Weggen commissaris van de Koningin in Noord-Brabant. Per 1 oktober 2009 ging zij met pensioen en werd zij opgevolgd door partijgenoot Wim van de Donk.

## Onderscheidingen
- 1984: Richard Martinprijs (prijs van de Europese organisatie van dierenbescherming vanwege haar inzet voor een Europese stop op de invoer van zeehondenvellen)
- 1990: Schumanmedaille (uitgereikt door de Europese Volkspartij en Europese Democraten voor personen die zich hebben verdienstelijk gemaakt voor de Europese integratie)
- 8 oktober 1994: Ridder in de Orde van de Nederlandse Leeuw
- 1995: Dierenbeschermer van het jaar (door de Nederlandse Dierenbescherming)

## Familie
Hanja Maij-Weggen is getrouwd en heeft twee dochters met een carrière in de politiek. Dochter Hester Maij (1969) was van 2002 tot het voorjaar van 2006 wethouder van de gemeente Amsterdam namens het CDA en vervolgens waarnemend burgemeester van Zandvoort. Later werd ze  gedeputeerde in Overijssel. Dochter Marit Maij (1972) heeft gewerkt als ambtenaar op ministeries en was tussen 2012 en 2017 Tweede Kamerlid namens de Partij van de Arbeid. In 2024 werd ze lid van het Europees Parlement.

## Populaire cultuur
- Arie Ribbens bracht in 1990 de carnavalskraker 'Ik ben verliefd op Hanja May-Weggen' uit.
- Bertus Staigerpaip noemen Maij-Weggen in hun nummer 'Main Marie'.

## Verkiezingsuitslagen
| Verkiezing                                  | Partij | Positie | Stemmen |
| ------------------------------------------- | ------ | ------- | ------- |
| Europese Parlementsverkiezingen 1979        | CDA    | 9       | 4.685   |
| Europese Parlementsverkiezingen 1984        | CDA    | 5       | 24.461  |
| Europese Parlementsverkiezingen 1999        | CDA    | 1       |         |
| Europese Parlementsverkiezingen 2014        | CDA    | 30      |         |
| Gemeenteraadsverkiezingen 2022 in Eindhoven | CDA    | 50      | 72      |

- Gemeinsame Normdatei: 170239616
- International Standard Name Identifier: 0000 0000 3185 4050
- Library of Congress Control Number: n94000352
- Nederlandse Thesaurus van Auteursnamen: 078256623
- Parlement.com: vg09llpsgcwi
- Système universitaire de documentation: 070198101
- Virtual International Authority File: 65693384
- WorldCat: E39PBJkXBRYVfbBhQrc7rvyyBP